# Сибирский научно-исследовательский институт механизации и электрификации сельского хозяйства
Сибирский научно-исследовательский институт механизации и электрификации сельского хозяйства (ФБГНУ «СибИМЭ») — российский институт, занимающийся исследованиями механизации, автоматизации и электрификации процессов в сельскохозяйственном производстве. Основан в 1969 году. Расположен в Краснообске (Новосибирский район).

## История
11 июля 1959 года в селе Барышево Новосибирской области был создан Сибирский филиал Всесоюзного научно-исследовательского института механизации сельского хозяйства (СибВИМ), который разместился на кирпичном заводе, в ремонтных мастерских и других помещениях Барышевской ремонтно-тракторной станции. В 1969 году на его базе был сформирован Сибирский научно-исследовательский институт механизации и электрификации сельского хозяйства.
С 1971 года институт начал готовить научные кадры в своей аспирантуре, а в 1976 году при нём был организован диссертационный совет по защите докторских и кандидатских диссертаций.
В 1979 году научная организация переехала в Краснообск.
В 2015 году институт стал подразделением Сибирского федерального научного центра агробиотехнологий.

## Деятельность
- научные исследования роботизации, электрификации и механизации процессов в области сельскохозяйственного производства;

- научное, научно-техническое и организационно-экономическое прогнозирование развития в сфере инженерной деятельности;

- создание новых и усовершенствование существующих технологий, механизмов, машин, приборов, оборудования, орудий;

- создание типовых моделей эксплуатации техники, технического исследования оборудования и машин, ремонтных технологий;

- разработка и создание различных экспериментальных и опытных образцов приборов, оборудования и машин (комбинированные машины, сушилки зерна модульного типа и др.);

- организация мероприятий для повышения качества, надёжности и долговечности сельскохозяйственной техники, разработка эффективных способов её использования[3].

## Руководство
- Б. В. Павлов (1960—1971);
- А. И. Селиванов (1971—1972);
- В. А. Кубышев (1972—1981);
- П. Г. Кулебакин (1981—1982);
- В. В. Лазовский (1982—1991);
- Г. Е. Чепурин (1991—2006);
- Н. М. Иванов (с 2006—2016)[3].